# Stemonocoleus
Stemonocoleus es un género monotípico de la subfamilia Caesalpinioideae perteneciente a la familia de las legumbres Fabaceae. Su única especie: Stemonocoleus micranthus Harms, es originaria de África.

## Descripción
Es un árbol que alcanza los 15-45 m de altura, con el  tronco de 80 a 150 cm de diámetro, cilíndrico, recto, regular, con pequeñas alas de contrafuerte en la base, con la corteza  aromática y las flores muy fragantes.

## Distribución y hábitat
Se encuentra en la selva tropical de Gabón, Camerún, Ghana, Costa de Marfil y Nigeria donde son muy escasos.